# Bestätigungsnummer
Eine Bestätigungsnummer (BEN) ist eine Quittung zu einer Transaktionsnummer (TAN).
Als Teilnehmer beim Electronic Banking erhält man eine Liste von Transaktionsnummern. Bei jedem Buchungsvorgang – der Transaktion – muss eine TAN eingegeben werden. Sie gilt quasi als Unterschrift und verfällt nach einmaligem Gebrauch.
Einige Banken erweitern dieses Verfahren um eine Bestätigungsnummer (BEN) zu jeder TAN. Diese schickt der Bankrechner bei der Quittierung des durch den Kunden mit einer TAN unterschriebenen Auftrag mit.
Sollte der Vergleich mit der auf der TAN-Liste ausgewiesenen BEN negativ ausfallen, so wurde die Kommunikation mit dem Bankrechner durch Betrüger vorgespielt (z. B. mithilfe eines Trojaners). Der alarmierte Kunde kann nun sofort seinen Zugang sperren oder seine Bank kontaktieren, um Gegenmaßnahmen ergreifen zu lassen.